# Pojken och tigern
Pojken och tigern är en lärobok från 1986 som en del skolor använder som läsebok i den svenska grundskolans skolår 3. "Pojken och tigern" är skriven av Lars Westman och ingår i läroboksserien "Läs med oss". Eftersom "Pojken och tigern" utspelar sig i modern tid har den ofta fått ersätta Nils Holgerssons underbara resa genom Sverige som läsebok med påhittade berättelser som även lär om Sverige.

## Handling
Boken handlar om en familj från Boden som befinner sig på semester i Skåne. När familjen befinner sig vid badstranden i Smygehuk rymmer katten från familjens bil genom ett bilfönster som står öppet, eftersom värme råder. Familjen ger sig ut för att leta efter sin katt, men ger upp och beslutar sig för att åka hem. Familjens son, Pelle ("Pojken") smiter då iväg, och beslutar sig för att på egen hand leta efter katten.
På katters vis finner Tigern sin egen väg från Smygehuk förbi ett småländskt glasbruk, Omberg, Göta kanal och Stockholm, längs Norrlandskusten hem mot Boden. Pelle, som tror att han följer Tigern i spåren, söker efter sin katt i Varberg och Göteborg, i Värmlandsskogarna och i fjällbygden samtidigt som han är efterlyst som försvunnen.

## Versioner
Boken finns i två versioner, i den lättlästa är textmängden mindre och bokstäverna större, men innehållet och bilderna är desamma i båda versionerna. Boken uppdaterades år 2002, så att till exempel Öresundsbron finns med.